# Stazione di Cesena
La stazione di Cesena è una stazione ferroviaria della linea Bologna-Ancona posta a servizio dell'omonima città. 

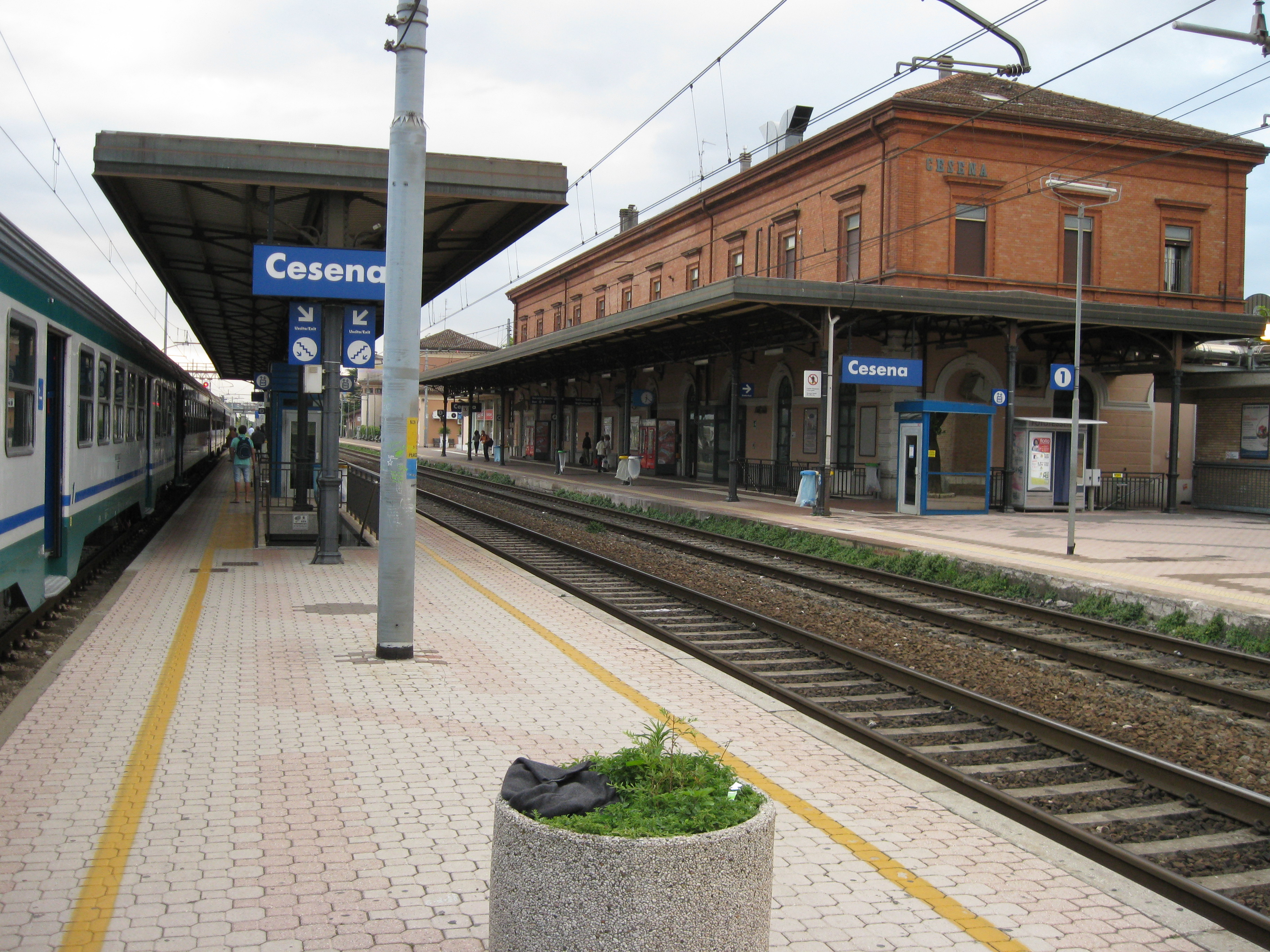
Il piazzale binari

## Storia
La stazione fu aperta il 1º settembre 1861 assieme al tronco Bologna-Forlì della linea Bologna-Ancona. Nel 1919 venne approvata la realizzazione di un nuovo e più ampio fabbricato viaggiatori ad ovest della preesistente stazione. Nel 1925 incominciarono i lavori di costruzione della nuova stazione di Cesena che, una volta completati, andarono a sostituire la vecchia fermata (ancor'oggi esistente).

## Strutture e impianti
L'impianto è gestito da Rete Ferroviaria Italiana.
Il fabbricato viaggiatori è una struttura su due livelli: al piano terra ci sono i servizi per i viaggiatori mentre al piano superiore sono ospitati gli uffici.
La stazione disponeva di uno scalo merci con annesso magazzino poi smantellato a favore della costruzione di un parcheggio; il magazzino è stato convertito a deposito.
Il piazzale è composto da tre binari tutti dotati di banchina, pensilina e collegati fra loro da un sottopassaggio e da un ascensore.

## Movimento
Il servizio passeggeri regionale è svolto da Trenitalia Tper nell'ambito del contratto di servizio stipulato con la regione Emilia-Romagna. I treni passeggeri a lunga percorrenza sono invece svolti da Trenitalia.
Nel 2010, la stazione risultava frequentata da circa 2 500 000 passeggeri annui.
Limitatamente al trasporto ferroviario regionale, a novembre 2019 la stazione risultava frequentata da un traffico giornaliero medio di circa 6 116 persone (3 140 saliti + 2 976 discesi).

## Servizi
La stazione è classificata da RFI nella categoria gold.
La stazione dispone di:
- Biglietteria a sportello
- Biglietteria self-service
- Servizi igienici
- Bar
- Sala di attesa
- Edicola

## Interscambi
Nel piazzale antistante il fabbricato viaggiatori è presente una terminal autobus.
- Fermata autobus
- Taxi